# Nematus fagi
Nematus fagi är en stekelart som beskrevs av Ernst Gustav Zaddach 1876. Nematus fagi ingår i släktet Nematus, och familjen bladsteklar. Arten är reproducerande i Sverige.